# Kostel svatého Václava (Boseň)
Kostel svatého Václava v Bosni je postaven v obci Boseň v okrese Mladá Boleslav ve Středočeském kraji na místě bývalého kostela sv. Jana Křtitele. Jedná se o cennou vrcholně barokní sakrální stavbu. Je chráněn jako kulturní památka České republiky.

## Historie
Na stejném místě se nacházel kostel svatého Jana Křtitele. Tato stavba byla zcela zbořena po roce 1700. Fragment pískovcové konzoly s motivem lipových listů byl zazděn do vnitřní strany severní ohradní zdi hřbitova. Kostel svatého Václava nechala vystavět hraběnka Marie Alžběta z Valdštejna, rozená z Fürstenberka. Kostel byl vysvěcen 28. září 1729. V rámci Programu záchrany architektonického dědictví bylo v letech 1996–2000 na opravu kostela čerpáno 2 320 000 Kč.
| rok    | 2004 | 2005 | 2006 | 2007 |
| ------ | ---- | ---- | ---- | ---- |
| částka | 900  | 500  | 520  | 400  |

## Architektura
Kostel je orientovaný, jednolodní, obdélného půdorysu, se zaoblenými nárožími. Má pravoúhlý presbytář se sakristií na severní straně a se západní hranolovou věží zastřešenou cibulí a osmibokým sanktusníkem nad kněžištěm. Stěny kostela jsou členěny lizénami a prostou římsou pod střechou. Okna jsou s polokruhovými záklenky. Loď a sakristie jsou sklenuty valeně s lunetami. Presbytář je sklenut hladkým křížem. Kruchta kostela je zděná.

## Vnitřní vybavení

### Hlavní oltář
Hlavní oltář je rámový, rokokový, pocházející zřejmě doby okolo roku 1745. Je v něm umístěn starší hlavní oltářní obraz Zavraždění svatého Václava, který namaloval v roce 1733 Jan Jiří Hertl. V nástavci oltáře je původní obraz sv. Kateřiny. Pozoruhodné jsou barokní sochy sv. Vojtěcha, Prokopa a andělů od M. a J. Jelínků z Kosmonos, které se nacházejí na brankách.

### Kazatelna
Od Josefa Jiřího Jelínka pochází i sochařská výzdoba kazatelny (andílci) a skupina postav zobrazující Křest Páně na víku dřevěné křtitelnice.

### Boční oltáře
V kostele jsou dva boční oltáře:
- Barokní oltář Zvěstování Panny Marie, na levé straně, z roku 1731. Oltář je rámový s původním obrazem,[pozn. 2] jehož autor není znám, a horním obrazem sv. Anny od Jiřího Hislera z roku 1801.

- Oltář sv. Jana Nepomuckého. Jedná se o pseudobarokní umělecké dílo od bratří Konstantina a Dominika Bušků z roku 1897 s obrazem pocházejícím z této doby.

Oba oltáře roku 1897 opravil, natřel a pozlatil Václav Kokštein.

### Loď
Barokní zpovědnice pochází z roku 1723. Na poprsnici kruchty se nachází barokní obraz Večeře Páně, který byl zakoupen z bývalého kláštera sv. Jana Pod skalou, který je pozoruhodným dílem české malířské školy z počátku 18. století. Autory křížové cesty jsou J. a A. Bubákovi.

### Zvony
Seznam zvonů doložených ve věži a sanktusníku kostela:
| Výzdoba                                                      | Nápis | Průměr | Hmotnost | Historie zvonu                                                      | Stav                               |
| ------------------------------------------------------------ | --- | ------ | -------- | ------------------------------------------------------------------- | ---------------------------------- |
| rostlinný motiv, reliéf krucifixu a erb Vančurů              | Letha panie 1567 slit tento zwon ke cty a chwale panubohu wssemohauczymu a zalozeny swateho gana za urozeneho pana Hinka wancury z Rehnic a na Waleczowie od Petra wboleslavy Přepis: Léta Páně 1567 slit tento zvon ke cti a chvále Pánu Bohu všemohoucímu a založený svatého Jana, za urozeného Pana Hynka Vančury z Řehnic a na Valečově od Petra v Boleslavi Alternativní přepis: Léta Páně 1567 slit tento zvon ke cti a chvále Pánu Bohu všemohoucímu a založený svatého Jana, za urozeného Pana Hynka Vančury z Řehnic a na Valečově od Petra Vančury | 111 cm |          | Zvon z roku 1567. Plášť zvonu poškozen požárem.                     | Umístěn na věži                    |
| bordura z akantů, listů a plodů, reliéf sv. Jana Nepomuckého | BYL JSEM LIT L. P. 1847 AN MNE ZRUŠIL VELKÝ V BOSNI POŽAR DAL MNE PŘELIT KRISTIAN HRABĚ Z WALDŠTEINA A WARTENBERKA OD KARLA PAULA Z ČESKÉ LÍPY | 103 cm | 700 kg   | Zvon přelitý roku 1847.                                             | Zrekvírován v roce 1916            |
|                                                              | BYL JSEM LIT L. P. 1847 AN MNE ZRUŠIL VELKÝ V BOSNI POŽAR DAL MNE PŘELIT KRISTIAN HRABĚ Z WALDŠTEINA A WARTENBERKA OD KARLA PAULA Z ČESKÉ LÍPY | 78 cm  |          | Zvon přelitý roku 1847.                                             | Zrekvírován v roce 1916            |
| reliéf sv. Václava, ostružinový list                         | Sv. Jan Nepomucký. V Praze přelil mě Leopold L. P. 1895 | 45 cm  | 34 kg    | Umístěn v sanktusníku.                                              | Zrekvírován za první světové války |
|                                                              | |        |          | Umístěn 1934. Firma Rudolf Perner v Suché Vrbné – České Budějovice. | Neznámý                            |
|                                                              | |        |          | Umístěn 1934. Firma Rudolf Perner v Suché Vrbné – České Budějovice  | Neznámý                            |